# Wilmer Cave Wright
Wilmer Cave Wright (Birmingham, 21 gennaio 1868 – Bryn Mawr, 16 novembre 1951) è stata una filologa classica britannica naturalizzata statunitense, contributrice della cultura e della storia della medicina. Era professoressa al Bryn Mawr College, dove insegnava greco.

## Primi anni e istruzione
Emily Wilmer Cave France è nata a Birmingham, in Inghilterra. I suoi genitori erano William Haumer e FE Cave-Browne-Cave France.[3]
Ha studiato dal 1888 al 1892 al Girton College di Cambridge; e dal 1892 al 1893, laureata a pieni voti in musica classica di Cambridge. Ha conseguito il dottorato di ricerca. nel 1895 all'Università di Chicago con uno studio completo delle influenze sofista e neoplatonista nell'opera letteraria dell'imperatore Giuliano. Fu Fellow in greco, Bryn Mawr College, 1892-93; Fellow in latino, Università di Chicago, 1893-94 e Fellow in greco, 1894-95. Era anche un lettore in greco e latino, Università di Chicago, 1895-96. [4]

## Carriera
Dal 1897, ha insegnato al Bryn Mawr College, prima come lettrice in lettere classiche, dal 1898 come professore associato di greco, poi come professore ordinario di greco. Nel 1933, si ritirò dall'insegnamento.
Wright era specializzata in letteratura tardoantica. I suoi studi sugli scritti di Giuliano (IV secolo d.C.) presupponevano una grande preparazione nella letteratura antica dei secoli precedenti. La sua storia letteraria (1907), che andava dalle epopee omeriche all'imperatore Giuliano, fu apprezzata nel mondo accademico (ad esempio, da Gilbert Murray). Le sue traduzioni inglesi delle Vite dei sofisti di Filostrato e delle Vite dei filosofi e dei sofisti di Eunapio (1922) e gli scritti di Julian (1913-1923) appartengono a questo contesto. Successivamente, Wright si occupò principalmente della storia della prima medicina moderna e pubblicò ristampe annotate di vari trattati storici.
Il 6 settembre 1906 sposò J. Edmund Wright. Morì il 16 novembre 1951 a Bryn Mawr, in Pennsylvania.

## Opere
- The Emperor Julian's relation to the new sophistic and neo-Platonism. London 1896
- A Short History of Greek Literature, from Homer to Julian. New York 1907
- Julian, 3 voll., Cambridge/London 1913-1923 (Loeb Classical Library)
- (GRC, EN) Philostratus and Eunapius, The Lives of the Sophists, with an English translation by Wilmer Cave Wright, London, William Heinemann, 1922.
- Against the Galilaeans, 1923[3]
- Hieronymi Fracastorii de contagione et contagiosis morbis et eorum curatione libri III. New York 1930
- De morbis artificum Bernardini Ramazini diatriba. Chicago 1940
- Giovanni Maria Lancisi: De aneurysmatibus, opus posthumum. New York 1952
- Bernardino Ramazzini: De Morbis Typographorum. Birmingham 1989